# Берчек
Берчек је српскохрватско презиме. Значајни људи са овим презименом су:
- Александар Берчек (1950), глумац
- Данијела Берчек (1984), тенисерка